# Димитър Йосифов (революционер)
Вижте пояснителната страница за други личности с името Димитър Йосифов.
Димитър (Мите) Йосифов Хаджидимитров е български революционер, деец на Вътрешната македоно-одринска революционна организация.

## Биография
Димитър Йосифов е роден в 1875 година във Влахи, Мелнишко. Заселва се в Горна Джумая и работи като шивач. Влиза във ВМОРО и в 1896 година е сред дейците, които полагат основите на революционното дело в Горна Джумая – пръв председател е на градския революционен комитет. Дълги години е член на околийския революционен комитет. Участва в аферата „Мис Стоун“ в 1901 година.
След Младотурската революция в 1908 година е член на горноджумайското градско ръководство на Народната федеративна партия (българска секция).
След войните се занимава с търговия с тютюн. От 1925 до 1930 година е помощник-кмет на Горна Джумая. Дарява място във Влахи за построяване на училище.
Умира на 25 март 1936 година в Горна Джумая.